# Scheepswerf De Donge
Scheepswerf De Donge is genoemd naar het riviertje de Donge bij Raamsdonksveer. De werf lag aan de oostoever van de Donge tussen de haveninvaart van Raamsdonksveer en de Bergsedijk en was tot 2012 actief. Scheepswerf De Donge telde later twee werven, die volledig overdekt werden.
Aanvankelijk werden er vooral houten zeilschepen gebouwd. Later werden dat ijzeren en daarna stalen schepen. De te bouwen schepen werden steeds groter en zwaarder. Naast nieuwbouw van schepen hield de werf zich vooral bezig met reparatie. Het zware takelwerk werd in de dertiger jaren van de vorige eeuw, ten tijde van grote werkloosheid in het gebied, onderdeel van een werkloosheidsproject. Er werden splijtbakken, hefplatforms en kraanschepen gebouwd. Maar in de latere jaren specialiseerde de werf zich in ontwerp en bouw van bagger- en havenmaterieel, zoals de Backacter 1100, een soort grijperkraanbaggerschip. Onder andere door joint ventures met werven in het buitenland kreeg de werf opdrachten uit de hele wereld. De belangrijkste markten voor de werf waren Brazilië, India, China, Mexico en Australië. Zo leverde De Donge een bijdrage aan projecten als de verdieping van de Belgische Maas en het ontwerpen van boorschepen voor het Panamakanaal. 

## Geschiedenis
De scheepstimmerwerf met langshelling werd door Rokus Ruijtenberg gevestigd aan de Gedempte Haven in Raamsdonksveer.
- 1864 werd de werf verkocht aan D. (Dirk) van Suijlekom uit Oosterhout.
- 1890 kwam de werf op naam van de Jacoba Johanna van Dongen, Weduwe D. van Suijlekom. In 1915 was de werf in bezit van D.P. van Suijlekom. Later was de werf bekend als N.V. Scheepswerf 'De Donge' voorheen Firma D.P. van Suijlekom & Zn.
- 1892 verhuisde de werf naar een locatie aan de Donge.
- 1916 stopte het bouwen van schepen, omdat geen van de kinderen in het scheepsbouwvak wilde.
- 1966 werd de werf gehuurd door de familie Van der Kooij. De werf heeft dan 35 medewerkers.
- 1968 nam directeur Leo van der Kooij de werf over
- 1978 werd besloten zich toe te leggen op de bouw van baggerschepen.
- 1980 het bedrijf verhuurt ook baggerschepen. Vanaf 1990 komt 95 procent van de inkomsten uit export.
- 2000 werd een grotere en modernere werf in Vlissingen geopend, mede omdat de gemeente een brug bouwde over de Donge.[2]
- 2003 verhuisde de oude werf van de haven van Raamsdonksveer naar bedrijventerrein De Pontonnier ten noordoosten van Raamsdonksveer, aan de mond van het Oude Maasje.[3] Er werd een nevenvestiging geopend in Veere.
- 2006 werden beide werven uitgebreid om de "Backacter" te ontwikkelen en te bouwen, een grijperkraanbaggerschip. [4][5]
- 2009 Heeft Scheepswerf De Donge de werkzaamheden naar Vlissingen en het buitenland verplaatst. Asto Shipyard nam de locatie over op Keizersveer 3b, het moderne bedrijfspand op industrieterrein de Pontonnier aan de Bergsche Maas met een eigen kade, kranen en uitgebreide faciliteiten.
- 2012 werd de productie bij de Veerse vestiging stilgelegd en in 2014 werd de vestiging in Raamdonksveer in opdracht van de bank verkocht.
- 2018 werd B.V. Scheepswerf "De Donge" failliet verklaard.[6] In 2019 is ook het faillissement uitgesproken van L.P.D. Van Der Kooij Beheer B.V.

Op het oude terrein van de werf zijn appartementen gebouwd: het Tolbrugpleincomplex.